# Eclissi solare del 24 gennaio 1925
L'eclissi solare del 24 gennaio 1925 è un evento astronomico che ha avuto luogo il suddetto giorno attorno alle ore 14.54 UTC.
L'eclissi, di tipo totale, è stata visibile in alcune parti del Nord America (Stati Uniti d'America), dell'Africa, dell'Europa e dell'Oceano Atlantico. La fase di totalità era visibile dal Quebec sud-occidentale e sud-orientale in Canada e negli Stati Uniti inclusa Toronto, le Cascate del Niagara e la parte settentrionale di New York City.
L'eclissi del 24 gennaio 1925 divenne la prima eclissi solare nel 1925 e la 57ª nel XX secolo. La precedente eclissi solare si è verificata il 30 agosto 1924, la seguente il 20 luglio 1925.
La durata della fase massima dell'eclissi è stata di 2 minuti e 32 secondi e l'ombra lunare sulla superficie terrestre raggiunse una larghezza di 206 km; Il punto di massima totalità si è avuto in mare lontano da qualsiasi terra emersa.

## Eclissi correlate

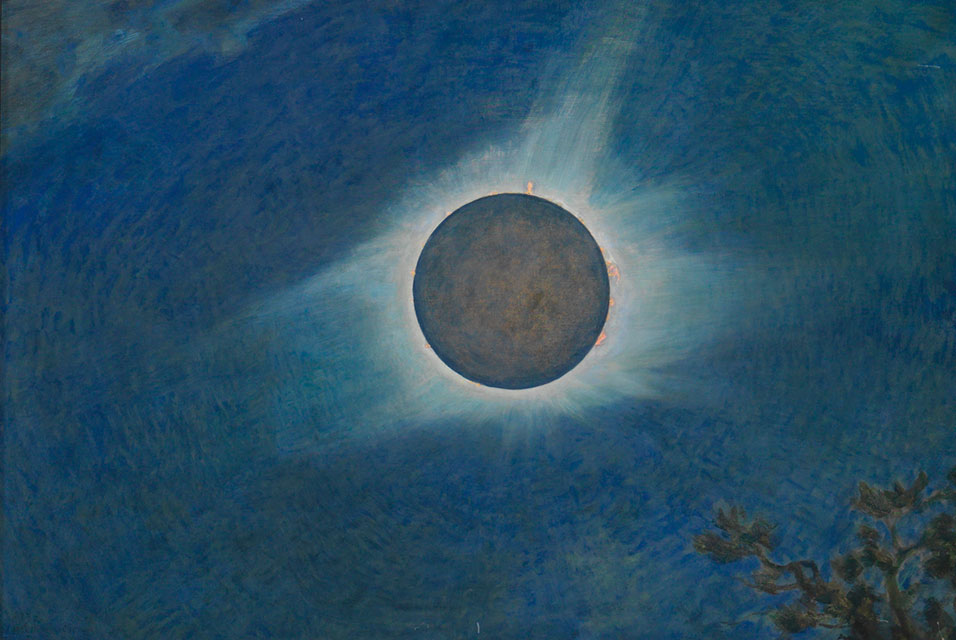
Solar Eclipse di Howard Russell Butler, 1925, olio su tela, Università di Princeton

### Eclissi solari 1924 - 1928
Questa eclissi è un membro di una serie semestrale. Un'eclissi in una serie semestrale di eclissi solari si ripete approssimativamente ogni 177 giorni e 4 ore (un semestre) in nodi alternati dell'orbita della Luna.

### Ciclo di Saros 120
Questa eclissi fa parte del ciclo di Saros 120, che si ripete ogni 18 anni, 11 giorni, contenente 71 eventi. La serie iniziò con un'eclissi solare parziale il 27 maggio 933 d.C. e comprese anche un'eclissi anulare l'11 agosto 1059. L'eclissi ibrida si manifestò per tre date: dall'8 maggio 1510 al 29 maggio 1546; inoltre comprende eclissi totali dall'8 giugno 1564 fino al 30 marzo 2033. La serie termina al membro 71 con un'eclissi parziale il 7 luglio 2195. La durata più lunga di una totale nel ciclo è stata di 2 minuti e 50 secondi il 9 marzo 1997. Tutte le eclissi di questa serie si verificano nel nodo discendente della Luna.